# Lista de eleições municipais em Goiânia
Esta é uma lista das eleições municipais em Goiânia desde que o sistema de voto direto foi restabelecido naquele município em 1985, com o fim da ditadura militar no Brasil (1964–1985). Desde então, os pleitos estiveram polarizados entre os candidatos do Partido do Movimento Democrático Brasileiro (PMDB) e do Partido dos Trabalhadores (PT). No entanto, em 2008 houve um realinhamento do cenário político local, com a formação de uma aliança eleitoral entre os dois partidos.

## 1985
| 1° | Daniel Antônio        | PMDB | — | 48,76% |
| 2° | Darci Accorsi         | PT   | — | 43,48% |
| 3° | José Eduardo da Silva | PFL  | — | 3,23%  |
| 4° | Valdir do Prado       | PDS  | — | 2,91%  |
| 5° | Adjair de Lima        | PDT  | — | 1,61%  |

## 1988
| 1° | Nion Albernaz | PMDB  | — | 36,71% |
| 2° | Pedro Wilson  | PT    | — | 32,98% |
| 3° | Maria Valadão | PDS   | — | 25,90% |
| 4° | Aldo Arantes  | PCdoB | — | 3,61%  |
| 5° | Ivan Ornelas  | PSB   | — | 0,78%  |

## 1992
| Resultado da eleição municipal de 1992 em Goiânia | Resultado da eleição municipal de 1992 em Goiânia | Resultado da eleição municipal de 1992 em Goiânia | Resultado da eleição municipal de 1992 em Goiânia | Resultado da eleição municipal de 1992 em Goiânia | Resultado da eleição municipal de 1992 em Goiânia | Resultado da eleição municipal de 1992 em Goiânia |
| Pos.                                              | Candidato(a)                                      | Partido                                           | Votos (1° turno)                                  | % (1° turno)                                      | Votos (2° turno)                                  | % (2° turno)                                      |
| ------------------------------------------------- | ------------------------------------------------- | ------------------------------------------------- | ------------------------------------------------- | ------------------------------------------------- | ------------------------------------------------- | ------------------------------------------------- |
| 1°                                                | Darci Accorsi                                     | PT                                                | —                                                 | 36,86%                                            | —                                                 | 54,69%                                            |
| 2°                                                | Sandro Mabel                                      | PMDB                                              | —                                                 | 25,32%                                            | —                                                 | 45,31%                                            |
| 3°                                                | Sandes Júnior                                     | PFL                                               | —                                                 | 20,47%                                            |                                                   |                                                   |
| 4°                                                | Luiz Bittencourt                                  | PDC                                               | —                                                 | 10,22%                                            |                                                   |                                                   |
| 5°                                                | Luiz Okamoto                                      | PDT                                               | —                                                 | 5,16%                                             |                                                   |                                                   |
| 6°                                                | Wagner Vilela                                     | PTR                                               | —                                                 | 1,95%                                             |                                                   |                                                   |

## 1996
| Resultado da eleição municipal de 1996 em Goiânia | Resultado da eleição municipal de 1996 em Goiânia | Resultado da eleição municipal de 1996 em Goiânia | Resultado da eleição municipal de 1996 em Goiânia | Resultado da eleição municipal de 1996 em Goiânia | Resultado da eleição municipal de 1996 em Goiânia | Resultado da eleição municipal de 1996 em Goiânia |
| Pos.                                              | Candidato(a)                                      | Partido                                           | Votos (1° turno)                                  | % (1° turno)                                      | Votos (2° turno)                                  | % (2° turno)                                      |
| ------------------------------------------------- | ------------------------------------------------- | ------------------------------------------------- | ------------------------------------------------- | ------------------------------------------------- | ------------------------------------------------- | ------------------------------------------------- |
| 1°                                                | Nion Albernaz                                     | PSDB                                              | 197.975                                           | 44,52%                                            | 247.833                                           | 55,71%                                            |
| 2°                                                | Luiz Bittencourt                                  | PMDB                                              | 118.688                                           | 26,69%                                            | 197.029                                           | 44,29%                                            |
| 3°                                                | Valdi Camárcio                                    | PT                                                | 111.251                                           | 25,02%                                            |                                                   |                                                   |
| 4°                                                | Martiniano Cavalcante                             | PSTU                                              | 10.269                                            | 2,31%                                             |                                                   |                                                   |
| 5°                                                | Walter Souto de Souza                             | PST                                               | 6.491                                             | 1,46%                                             |                                                   |                                                   |

## 2000
| Resultado da eleição municipal de 2000 em Goiânia | Resultado da eleição municipal de 2000 em Goiânia | Resultado da eleição municipal de 2000 em Goiânia | Resultado da eleição municipal de 2000 em Goiânia | Resultado da eleição municipal de 2000 em Goiânia | Resultado da eleição municipal de 2000 em Goiânia | Resultado da eleição municipal de 2000 em Goiânia |
| Pos.                                              | Candidato(a)                                      | Partido                                           | Votos (1° turno)                                  | % (1° turno)                                      | Votos (2° turno)                                  | % (2° turno)                                      |
| ------------------------------------------------- | ------------------------------------------------- | ------------------------------------------------- | ------------------------------------------------- | ------------------------------------------------- | ------------------------------------------------- | ------------------------------------------------- |
| 1°                                                | Pedro Wilson                                      | PT                                                | 201.336                                           | 37,19%                                            | 294.935                                           | 55,76%                                            |
| 2°                                                | Darci Accorsi                                     | PTB                                               | 162.706                                           | 30,05%                                            | 233.958                                           | 44,23%                                            |
| 3°                                                | Lúcia Vânia                                       | PSDB                                              | 123.594                                           | 22,83%                                            |                                                   |                                                   |
| 4°                                                | Mauro Miranda                                     | PMDB                                              | 32.164                                            | 5,94%                                             |                                                   |                                                   |
| 5°                                                | Isaura Lemos                                      | PDT                                               | 9.337                                             | 1,72%                                             |                                                   |                                                   |
| 6°                                                | Miriam Ribeiro                                    | PSTU                                              | 7.251                                             | 1,34%                                             |                                                   |                                                   |
| 7°                                                | Orlando Almeida                                   | PRTB                                              | 5.005                                             | 0,924%                                            |                                                   |                                                   |

## 2004
| Resultado da eleição municipal de 2004 em Goiânia | Resultado da eleição municipal de 2004 em Goiânia | Resultado da eleição municipal de 2004 em Goiânia | Resultado da eleição municipal de 2004 em Goiânia | Resultado da eleição municipal de 2004 em Goiânia | Resultado da eleição municipal de 2004 em Goiânia | Resultado da eleição municipal de 2004 em Goiânia |
| Pos.                                              | Candidato(a)                                      | Partido                                           | Votos (1° turno)                                  | % (1° turno)                                      | Votos (2° turno)                                  | % (2° turno)                                      |
| ------------------------------------------------- | ------------------------------------------------- | ------------------------------------------------- | ------------------------------------------------- | ------------------------------------------------- | ------------------------------------------------- | ------------------------------------------------- |
| 1°                                                | Iris Rezende                                      | PMDB                                              | 299.912                                           | 47,47%                                            | 349.133                                           | 56,70%                                            |
| 2°                                                | Pedro Wilson                                      | PT                                                | 145.503                                           | 23,03%                                            | 266.541                                           | 43,29%                                            |
| 3°                                                | Sandes Júnior                                     | PP                                                | 118.334                                           | 18,73%                                            |                                                   |                                                   |
| 4°                                                | Darci Accorsi                                     | PL                                                | 28.514                                            | 4,51%                                             |                                                   |                                                   |
| 5°                                                | Rachel de Azeredo                                 | PFL                                               | 22.341                                            | 3,53%                                             |                                                   |                                                   |
| 6°                                                | Isaura Lemos                                      | PDT                                               | 10.977                                            | 1,73%                                             |                                                   |                                                   |
| 7°                                                | Rannieri Cavalcanti                               | PTC                                               | 3.915                                             | 0,62%                                             |                                                   |                                                   |
| 8°                                                | Rubens Donizzeti                                  | PSTU                                              | 2.293                                             | 0,36%                                             |                                                   |                                                   |

## 2008
Pela primeira vez em 16 anos, não houve a realização de um segundo turno. Foi vista como surpresa a aliança entre o Partido do Movimento Democrático Brasileiro e o Partido dos Trabalhadores, que se revezavam na prefeitura. O pleito também foi marcado pelo menor número de candidatos desde a redemocratização.
| 1° | Iris Rezende          | PMDB | 472.319 | 74,16% |
| 2° | Sandes Júnior         | PP   | 100.335 | 15,75% |
| 3° | Gilvane Felipe        | PPS  | 33.129  | 5,20%  |
| 4° | Martiniano Cavalcante | PSOL | 31.066  | 4,88%  |

## 2012
As eleições de 2012 tiveram oito candidatos, empatando com o pleito de 2004 como a disputa com o maior número de candidatos. O prefeito Paulo Garcia (PT), eleito como vice na chapa de Iris Rezende (PMDB) em 2008, foi reeleito.
| 1° | Paulo Garcia       | PT      | 349.335 | 57,68% |
| 2° | Jovair Arantes     | PTB     | 86.287  | 14,25% |
| 3° | Simeyzon Silveira  | PSC     | 65.108  | 10,75% |
| 4° | Elias Júnior       | PMN     | 61.930  | 10,22% |
| 5° | Isaura Lemos       | PC do B | 20.210  | 3,34%  |
| 6° | Reinaldo Pantaleão | PSOL    | 19.130  | 3,16%  |
| 7° | José Netho         | PPL     | 1.894   | 0,31%  |
| 8° | Rubens Donizzeti   | PSTU    | 1.792   | 0,30%  |

## 2016
| Resultado da eleição municipal de 2016 em Goiânia | Resultado da eleição municipal de 2016 em Goiânia | Resultado da eleição municipal de 2016 em Goiânia | Resultado da eleição municipal de 2016 em Goiânia | Resultado da eleição municipal de 2016 em Goiânia | Resultado da eleição municipal de 2016 em Goiânia | Resultado da eleição municipal de 2016 em Goiânia |
| Pos.                                              | Candidato(a)                                      | Partido                                           | Votos (1° turno)                                  | % (1° turno)                                      | Votos (2° turno)                                  | % (2° turno)                                      |
| ------------------------------------------------- | ------------------------------------------------- | ------------------------------------------------- | ------------------------------------------------- | ------------------------------------------------- | ------------------------------------------------- | ------------------------------------------------- |
| 1°                                                | Iris Rezende                                      | PMDB                                              | 277.074                                           | 40,47%                                            | 379.318                                           | 57,70%                                            |
| 2°                                                | Vanderlan                                         | PSB                                               | 217.981                                           | 31,84%                                            | 278.074                                           | 42,30%                                            |
| 3°                                                | Delegado Waldir                                   | PR                                                | 71.727                                            | 10,48%                                            |                                                   |                                                   |
| 4°                                                | Francisco Jr                                      | PSD                                               | 63.712                                            | 9,31%                                             |                                                   |                                                   |
| 5°                                                | Adriana Accorsi                                   | PT                                                | 46.103                                            | 6,73%                                             |                                                   |                                                   |
| 6°                                                | Flavio Sofiati                                    | PSOL                                              | 5.658                                             | 0,83%                                             |                                                   |                                                   |
| 7°                                                | Djalma Araujo                                     | Rede                                              | 2.402                                             | 0,35%                                             |                                                   |                                                   |